# Đình Mỹ Lương
Đình Mỹ Lương tọa lạc trên bờ sông Cái Cối thuộc ấp Lương Nhơn, xã Mỹ Lương, huyện Cái Bè, tỉnh Tiền Giang, Việt Nam.

## Giới thiệu
Theo các tài liệu cũ, năm 1836 tên đình Mỹ Lương được ghi trong sổ bộ đất triều Nguyễn, như vậy ngôi đình đã được thành lập trước đó (khoảng cuối thế kỷ 18 đến đầu thế kỷ 19).
Ngôi đình có quy mô xây dựng lớn, với diện tích 790,875 m² gồm Võ ca, Võ quy và Chánh điện (chánh tẩm), thờ Thần hoàng Bổn cảnh (thờ chính) và những vị Tiền hiền và Hậu hiền đã có nhiều đóng góp cho vùng đất Mỹ Lương.

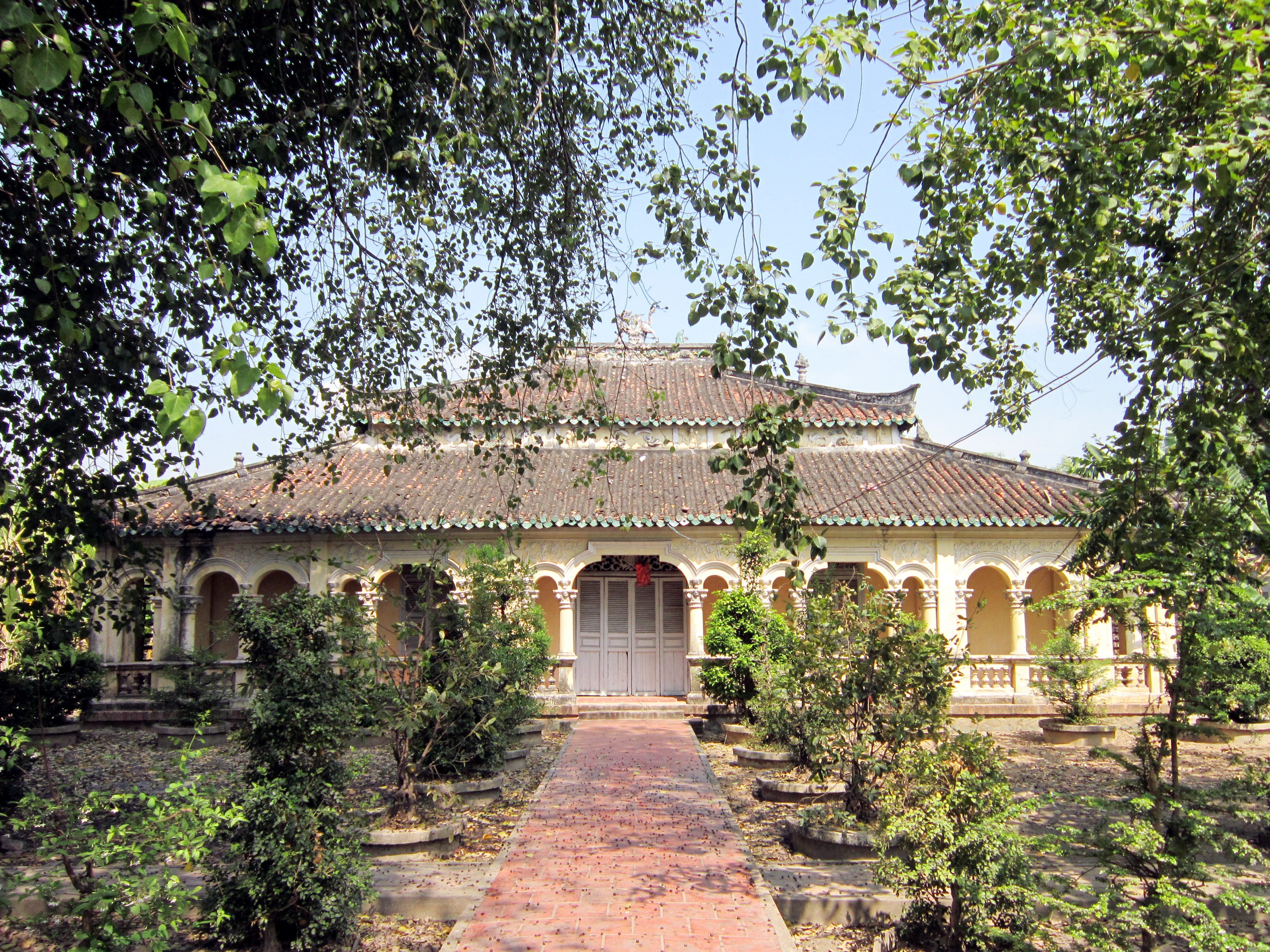
Đình Mỹ Lương (ảnh 2)

Trong đình hiện còn lưu giữ nhiều di vật quý giá, được chạm trổ công phu có niên đại từ thế kỷ 18-19. Đáng chú ý còn có các bức tranh tường và tranh gỗ được chế tác vào đầu thế kỷ 20, rất có giá trị.
Trước năm 1975, đình Mỹ Lương còn là cơ sở cách mạng của địa phương. Hiện trong đình còn giữ một bàn thờ thần, mà bên trong là một hầm bí mật của xã suốt từ năm 1965 đến năm 1975.
Do ý thức bảo quản tốt của người dân địa phương đình Mỹ Lương vẫn giữ nguyên được giá trị sử dụng ban đầu. Hằng năm, lễ Kỳ yên được tổ chức vào ngày 15, 16 tháng 3 âm lịch; và lễ Thượng điền được tổ chức vào ngày 15, 16 tháng 11 âm lịch .
Ngày 1 tháng 11 năm 2011, Bộ Văn hóa, Thể thao và Du lịch đã ký Quyết định số 3528/QĐ-BVHTTDL, công nhận Đình Mỹ Lương là "di tích kiến trúc nghệ thuật quốc gia" . Hiện nay, ngành chủ quản cũng đang xem xét để đầu tư kinh phí trùng tu và tôn tạo ngôi đình .